# Metriocnemus verticillatus
Metriocnemus verticillatus är en tvåvingeart som först beskrevs av Jean-Jacques Kieffer 1924.  Metriocnemus verticillatus ingår i släktet Metriocnemus och familjen fjädermyggor.
Artens utbredningsområde är Tyskland. Inga underarter finns listade i Catalogue of Life.